# Бійтеся її
Бійтеся її (англ. Fear Her) — одинадцятий епізод другого сезону поновленого британського науково-фантастичного телесеріалу «Доктор Хто». Уперше транслювався на телеканалі BBC One 24 червня 2006 року. Сценарій епізоду був написаний Метью Грегемом, режисером був Еврос Лін.
Епізод було переглянуто 7,14 мільйонами глядачів у Великій Британії, він отримав 83 бали за індексом оцінки. Епізод отримав похвалу від рецензентів за гру акторів, а також за те, що події відбувались в районі приватної забудови. Епізод критикували за те, що він мав «шаблонний» та «звичайний» сюжет який «проходить повз».
Епізод був знятий переважно в районі Треморф у Кардіффі в січні 2006 року, інші сцени зняті у Кардіффі та в студії у Ньюпорті в січні та лютому. Грегема попросили написати епізод насамперед для дітей, який би пом'якшив набагато темніший фінал в наступних епізодах. Грегем отримував листи від дітей, яким подобався епізод. Водночас епізод отримав несхвальні відгуки від дорослих прихильників телесеріалу.
Події епізоду відбуваються в Лондоні у день церемонії відкриття Літніх олімпійських ігор 2012 року. В цьому епізоді Десятий Доктор разом зі своєю компаньйонкою Роуз Тайлер розслідують дії самотньої дівчинки Хлої Веббер, яка має здатність змушувати людей зникати, малюючи їх.

## Сюжет

### Вступ до епізоду
Двоє дітей, Дейл і Том, грають у футбол надворі. Жінка похилого віку Мейв Гріффітс проходить повз та каже їм швидко повернутись всередину будинку, унаслідок чого батько Тома виходить з дому та сперечається з Мейв щодо того, чому вона турбує дітей. Мейв відповідає, що «воно» бачить, як вони грають. Маленька дівчинка в сусідньому будинку дивиться на хлопців та починає малювати Дейла кольоровими олівцями. Під час суперечки Мейв і батька зникає Дейл. Дівчинка закінчила малювати Дейла: хлопець на малюнку оживає і лякається через те, що вона захопила його всередину картини.

### Основний сюжет
TARDIS матеріалізується в день церемонії відкриття Олімпійських ігор 2012 року. Жителі вулиці стурбовані, оскільки по вулиці буде пронесено олімпійський смолоскип, а також через постійні зникнення дітей. Автомобіль заглухає на вулиці, і Роуз допомагає, штовхаючи транспортний засіб, поки він не заводиться знову. Комунальний робітник Кел заявляє, що це відбувається увесь тиждень.
Доктор тим часом простежує залишкову енергію в місці, де зник Дейл. Батько Тома виходить з дому, вороже вимагаючи, щоб Доктор пояснив свої дії, після чого Доктор представляється інспектором за допомогою психічного паперу. Дізнавшись від Мейв про невідому істоту, Доктор і Роуз продовжують розслідування.
У своїй кімнаті дівчинка бачить власний малюнок, на якому Дейл спохмурнів, гніваючись на неї. Вона каже йому, що намагалася підбадьорити його, подарувавши йому друга — рудого кота. Однак він все ще нещасний, як і всі інші діти на її малюнках. Помилившись у своєму наступному малюнку, дівчинка люто малює на ньому закарлючки.

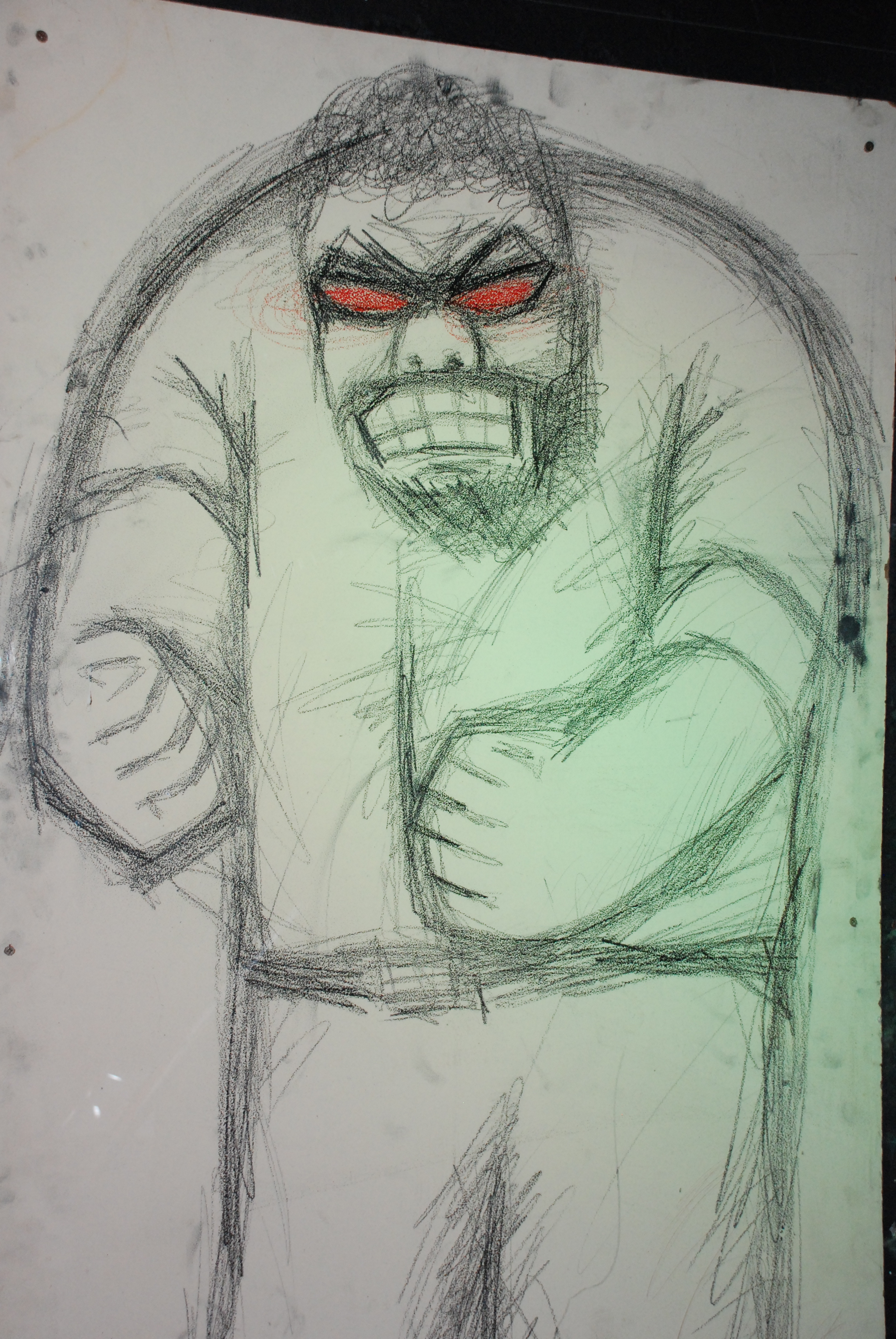
Малюнок батька Хлої на виставці «Doctor Who Experience»

Блукаючи однією із вулиць довкола, Роуз чує шум в одному з гаражів і вирішує перевірити його. Коли вона відчиняє двері, вилітає закарлючка, скручена клубком, вдаряючи Роуз в лице. Доктор прибуває та деактивує її за допомогою звукової викрутки. Він виводить з неї залишкову енергію та виявляє, що проблема має іншопланетну причину. Роуз розповідає йому про дівчинку, яку вона бачила, і яка спостерігає за ними. Вони вирішують, що дівчинка може бути пов'язана зі зникненнями.
Доктор і Роуз представляють себе Триш Веббер представниками Служби у справах дітей, сподіваючись допомогти її дочці Хлої. Триш пояснює, що Хлоя — дуже усамітнена і спокійна дитина, через її жахливого батька, який чинив над нею насилля, коли був п'яний. Роуз прямує нагору до кімнати Хлої, але виявляє, що її немає. Побачивши всі малюнки, Роуз перевіряє шафу Хлої, всередині якої знаходиться демонічний малюнок її батька. Коли Доктор заходить до кімнати з Триш і Хлоєю, Роуз розповідає йому про малюнки, і він вирішує, що йому потрібно заглянути всередину свідомості Хлої, щоб знайти відповідь.
Доктор використовує телепатію, щоб відправити Хлою в сон, просячи, щоб вона сказала йому, хто вона така. Хлоя відповідає, що вона — ізолус, іншопланетна форма життя з чотирма мільярдами братів і сестер, який подружився з Хлоєю, коли його корабель розбився в дорозі. В нього є психічна сила, що пояснює таємницю захоплених дітей та істоту-каракулю. Роуз задає питання, чого хоче ізолус, на що Доктор відповідає — дана істота належить до великої родини. Доктор попереджає, що ізолуси відчайдушно шукають любові, та використають буть-кого, щоб замінити свою родину.
Доктор повертається до TARDIS та вистежує поблизу космічний корабель ізолуса. Однак несамовита Хлоя малює TARDIS та Доктора, захоплюючи їх в одному зі своїх малюнків, змушуючи Роуз шукати корабель самостійно. Вона робить висновок, що корабель розташований у найгарячішому місці на вулиці — вибоїні на дорозі, яку недавно залили асфальтом. Вона бере кайло з фургона Кела, і викопує корабель.
Тим часом Хлоя спричинила зникнення всього натовпу на олімпійському стадіоні, а згодом вирішує змусити зникнути всю планету. Дотримуючись підказки, яку Доктор залишив на малюнку себе, Роуз розуміє, що їй потрібно дати кораблю тепло та емоції, що вона робить, кидаючи стручок в олімпійський смолоскип, який проносять по вулиці. Коли зниклі діти починають з'являтися знову, Роуз розуміє, що це зробить і демоноподібний малюнок батька Хлої. Роуз та мати Хлої заспокоюють дівчинку, щоб знищити його. Однак Доктор не з'являється знову, через що переживає Роуз.
Роуз, Триш та Хлоя вмикають телевізор і виявляють, що всі на стадіоні з'явилися знову, а церемонія відкриття триває, як було заплановано. Коли спортсмен, що проносить смолоскип, наближається до олімпійського вогню, він хитається та падає, але раптом з'являється Доктор, який завершує біг і запалює полум'я сам. Тепло полум'я та емоції натовпу живлять корабель, дозволяючи ізолусу повернутися додому. Доктор повертається до Роуз. Він зловісно дивиться на небо і каже їй, що «наближається щось страшне».

## Зйомки епізоду
Більшість епізоду, включаючи сцени назовні та інтер'єр будинку Хлої, було знято в районі Треморф у Кардіффі з 24 по 31 січня 2006 року. 27 січня стадіон Мілленіум у Кардіффі був використаний в якості олімпійського стадіону. Холодні температури, що виникали під час зйомок, пояснювались у сюжеті як частину ендотермічної природи ізолуса. Роботи в студії в основному знімалися з 1 по 4 лютого в блоці Q2, в приміщенні студії Doctor Who в Ньюпорті. Додаткові сцени, включаючи матеріалізацію TARDIS, були зняті в Кардіффі 6 і 10 лютого.

## Трансляція епізоду та відгуки
«Бійтеся її» транслювався у Великій Британії на телеканалі BBC One 24 червня 2006 року. За нічними оцінками епізод переглянуло 6,6 мільйонів глядачів з часткою аудиторії 39,7 %. За підсумковими оцінками епізод переглянуло 7,14 мільйонів глядачів, що робить його дванадцятою найбільш переглядуваною телепрограмою на каналі за тиждень. Епізод отримав 83 бали за індексом оцінки.
Грегем був задоволений епізодом та отримував листи від «великої кількості дітей», яким сподобався епізод. Дізнавшись, що старші шанувальники відреагували негативно, він подумав: «Ну, це соромно, що так сталось, але епізод не був створений для них». Ахсан Хаке з IGN дав епізоду оцінку 5 з 10, назвавши його «плоским і шаблонним», і все в ньому було «злегка розчаровуючим», хоча він вважав, що на епізод справила гарний вплив командна робота матері та дитини, а Агбаджі зіграла «достатньо здібну та лякаючу» Хлою Веббер. Він також зазначив «набридливі кульмінаційні моменти, які не мали сенсу», такі як глядачі, що зникають зі стадіону, та Доктор, що несе смолоскип. Порівнюючи епізод з «Ящиком для ідіота» за сюжетом, він вважав, що останній «набагато цікавіший» і що «Бійся її» не вистачає оригінальності та гумору. Дейв Бредлі з SFX дав епізоду «Бійся її» три з п'яти зірок, описуючи сюжет як «звичайний», але подумав, що це «пристойний вдих перед грандіозними пригодами в майбутньому». Він особливо високо оцінив діалог і подумав, що «клаустрофобний ефект обмеження дії одним домашнім господарством працює». Арнольд Т. Блумбург, пишучи для журналу «Now Playing», дав епізоду оцінку B+. Він вважав, що актори, які грали допоміжні ролі, були «лише просто адекватними», описуючи вчинок Агбаджі як «пристойний, але не вражаючий», і що історія «розбігається по місцях», але сюжет спрацював через «захоплюючу» взаємодію Доктора та Роуз і гарне закінчення.